# Aileen Wuornos
Aileen Carol Wuornos, geboren als Aileen Carol Pittman, bijgenaamd Damsel of Death (Rochester (Michigan), 29 februari 1956 – Florida, 9 oktober 2002) was een Amerikaanse seriemoordenares die ter dood werd veroordeeld door de staat Florida in 1992. Uiteindelijk werd ze zesmaal ter dood veroordeeld. Wuornos bekende zeven mannen onafhankelijk van elkaar te hebben vermoord. Ze beweerde dat zij werd verkracht of dat daartoe pogingen werden ondernomen tijdens haar werk als prostituee. Ze werd ter dood gebracht door middel van een dodelijke injectie op 9 oktober 2002. De speelfilm Monster uit 2003 is gebaseerd op haar verhaal.

## Jonge jaren
Aileen Carol Wuornos is geboren als dochter van Diane Kathleen Wuornos en Leo Arthur Pittman. Haar grootouders van moederszijde waren van Finse afkomst. Haar vader, die ze nooit heeft gekend, was een kindermisbruiker die heeft vastgezeten in Kansas en in een psychiatrisch ziekenhuis in Michigan. Hij is gestorven door verhanging, waarschijnlijk zelfmoord, terwijl hij gevangen zat in de federale gevangenis van Kansas op 30 januari 1969. Wuornos' moeder Diane was vijftien toen ze met Pittman trouwde op 3 juni 1954. Er kwamen twee kinderen voort uit het huwelijk. Keith werd in 1955 geboren en Aileen in 1956. Na minder dan twee jaar huwelijk (en een paar maanden voor Aileen werd geboren) scheidde Diane van Pittman. Diane liet haar twee kinderen in de steek in 1960. De zorg ging over naar de grootouders van moeders kant, 'Lauri' Jacob Wuornos en Aileen 'Britta' Moilanen. Lauri en Britta adopteerden de twee kinderen en brachten hen naar hun huis in Troy, Michigan.
Wuornos zegt dat haar grootvader haar psychisch en seksueel misbruikte als kind en dat haar grootmoeder een alcoholist was. Sue Russel schreef in haar boek Lethal Intent dat Wuornos door haar grootvader met een riem werd geslagen. Op twaalfjarige leeftijd kwamen Aileen en haar broer Keith erachter dat Lauri en Britta hun grootouders waren en niet hun biologische ouders. Aileen beweert seks te hebben gehad met diverse partners, inclusief haar eigen broer, op jonge leeftijd. Ze werd op veertienjarige leeftijd zwanger. Haar kind werd op 23 maart 1971 geboren in een kraamkliniek in Detroit. Ze werd door haar familie verbannen en afgewezen door de gemeenschap. Het kind is snel daarna ter adoptie opgegeven. Aileen was gedwongen onderdak te zoeken in een verlaten auto in het bos voor ze naar een tehuis voor ongetrouwde moeders werd gestuurd. 
Britta Wuornos stierf in juli 1971 (officieel door leverfalen, maar later beschuldigde Aileens moeder Diane Lauri van het vermoorden van Britta). Na de dood van hun grootmoeder kwamen Aileen en haar broer onder voogdij van de rechtbank te staan. Ze begon als prostituee te werken terwijl ze nog op school zat. Ze begon de alias Sandra Kretsch te gebruiken in mei 1974. Ze werd opgepakt en vastgezet in Jefferson County (Colorado) voor het rijden onder invloed, storend gedrag en vuren met een .22-kaliber pistool uit een rijdende auto. Een bijkomende aanklacht was het niet verschijnen in de rechtszaal omdat ze de stad verliet voor het proces.
Ze keerde terug naar Michigan. Ze werd gearresteerd in Antrim County en werd beschuldigd van geweldpleging en het verstoren van de orde op 13 juli 1976 als gevolg van een incident, waarbij ze een biljartbal tegen het hoofd van de barkeeper gooide. Ze werd ook gedagvaard voor openstaande aanhoudingsbevelen voor rijden zonder rijbewijs en drinken in een motorvoertuig. Ze kreeg een boete van 105 dollar. Op 17 juli 1976 stierf haar broer Keith aan de gevolgen van keelkanker en Aileen ontving 10.000 dollar van zijn levensverzekering. Aileen betaalde de boete van 105 dollar en binnen twee maanden spendeerde ze de rest van het geld aan luxe goederen zoals een nieuwe auto, die ze later kapotreed. 
In 1976 liftte ze naar Florida, waar ze de 49 jaar oudere jachtclubpresident Lewis Gratz Fell ontmoette. Ze trouwden in 1976 en het nieuws van hun huwelijk stond in een lokaal blad. Maar Wuornos bleef constant betrokken in confrontaties in de lokale bar en werd uiteindelijk naar de gevangenis gestuurd voor geweldpleging. Ze heeft ook Fell geslagen met zijn eigen stok, waarna hij een omgangsverbod tegen haar aanvroeg. Ze scheidden op 21 juli 1976, na zes weken huwelijk.

## Latere jaren
Op 20 mei 1981 werd Aileen weer gearresteerd in Edgewater, Florida, voor een gewapende overval. Ze werd veroordeeld tot een gevangenisstraf op 4 mei 1982 en werd weer vrijgelaten op 30 juni 1983. Op 1 mei 1984 werd ze weer veroordeeld voor het inwisselen van vervalste cheques bij een bank in Key West. Op 30 november 1985 werd ze als verdachte gezien van de diefstal van een pistool en ammunitie in Pasco County. Rond deze tijd 'leende' Aileen de naam Lori Christine Grody van haar tante/adoptiezus (de dochter van haar grootouders) in Michigan. In december 1985 werd 'Lori Grody' (Wuornos) gedagvaard voor rijden zonder geldig rijbewijs. 
Op 4 januari 1986 werd Wuornos gearresteerd onder haar eigen naam in Miami en aangeklaagd voor autodiefstal, verzet bij arrestatie en belemmering van de rechtsgang door het geven van valse informatie. De politie van Miami vond een .38-kaliber pistool en een doos met ammunitie in de gestolen wagen. Op 2 juni 1986 werd 'Lori Grody' (Wuornos) aangehouden door de politie van Volusia County voor ondervraging, nadat een man haar beschuldigde in zijn auto door haar met een pistool te zijn bedreigd waarbij ze 200 dollar eiste. Aileen had reserve ammunitie bij zich en onder de bijrijdersstoel waar zij op zat werd een .22-kaliber pistool gevonden. 
Wuornos, nu onder de alias 'Susan Blahovec', kreeg al een week later een boete voor te hard rijden in Jefferson County, Florida. Een paar dagen na dit incident ontmoette Wuornos de 24-jarige Tyria Moore in een Daytona gay bar. Ze werden al snel geliefden van elkaar. Moore gaf haar baan als kamermeisje in een motel op, en liet toe dat Aileen in hun onderhoud voorzag met haar verdiende geld als prostituee. Ze gingen van motel naar motel en sliepen soms zelfs in een oude schuur. In juli 1987 ondervroeg de politie van Daytona Beach Moore en 'Susan Blahovec' (Wuornos) omdat ze werden verdacht van het slaan van een man met een bierfles. Op 18 december datzelfde jaar werd Wuornos gedagvaard voor het rijden op de autosnelweg met een verlopen rijbewijs. 
Moore werd als getuige gehoord bij dit incident. Op 23 juli 1988 werden Moore en Wuornos (onder de alias 'Susan Blahovec') beschuldigd van het vernielen van hun appartement door hun huurbaas in Daytona Beach. Hij zei dat ze het tapijt uit het appartement getrokken hadden en de muren donkerbruin hadden geverfd zonder zijn toestemming. In november 1988 startte Wuornos een 6-daagse campagne van bedreigende telefoontjes aan een Zephyrhills supermarkt na onenigheid over loterij-tickets. Rond 1989 reist Aileen zelden zonder geladen pistool. Ze werkte in bars en op parkeerplaatsen om geld als prostituee te verdienen. Rond deze tijd raakten Wuornos en Moore steeds dieper in de financiële problemen.

## Moorden

### De slachtoffers
Wuornos' eerste slachtoffer was winkeleigenaar Richard Mallory in Palm Harbor, Florida. Ze vermoordde hem op 30 november 1989. Van de overgebleven zes slachtoffers werden er slechts vijf gevonden. Haar andere geïdentificeerde slachtoffers waren:
- David Spears, 1 juni 1990
- Charles Carskaddon, 6 juni 1990
- Peter Siems, 4 juli 1990 (auto wel gevonden, maar het lichaam niet)
- Troy Burres, 4 augustus 1990
- Dick Humphreys, 12 september 1990
- Walter Jeno (Gino) Antonio, 9 november 1990

### Arrestatie en veroordeling
Wuornos werd uiteindelijk opgepakt toen zij en Moore betrokken raakten bij een auto-ongeluk terwijl ze reden in de auto van het slachtoffer. Ze wezen hulp van omstanders af ondanks dat Aileen bloedde en vluchtten weg van het ongeluk. Politie-compositiefoto's van het tweetals werden later getoond op televisie. De politie traceerde Moore in Pennsylvania, waarnaar ze was teruggegaan om bij haar zus te wonen, en sloot een deal: als ze tegen Wuornos getuigde kreeg ze garantie op immuniteit. Moore ging akkoord. De politie verzorgde een motel voor Moore in Florida. Ze schreef een brief aan Wuornos, die vast zat wegens schending van haar voorwaardelijke vrijlating. Na ontelbare telefoontjes en een dreiging van Moore dat ze zelfmoord zou plegen, bond Wuornos in en zei: 'Je moet doen wat je moet doen. Ik laat ze jou niet naar de gevangenis sturen. Als ik moet bekennen, zal ik dat doen.' Ze legde een volledige verklaring af op 16 januari datzelfde jaar. Wuornos droeg zelfbescherming aan voor de moord op Mallory: hij zou haar hebben verkracht. Ze werd schuldig bevonden aan moord in januari 1992 met hulp van Moore's verklaring. Toen ze schuldig was bevonden aan de moord op Mallory, vertelde Wuornos aan de media: 'Ik werd verkracht, ik werd gemarteld. Ze hebben het autostart, ze hadden een foto van het stuur met krassen erop, hij was gebroken. Dat is het bewijs dat ik was vastgebonden aan het stuur. Ik kan niet geloven dat dit is gebeurd.' Ondertussen had Moore diverse boek- en filmcontracten gesloten om haar verhaal te verkopen. Net als drie rechercheurs die aan de zaak werkten, en later ontslag zouden nemen.
In november 1992 ontdekte Dateline NBC-verslaggever Michele Gillen dat Mallory tien jaar gezeten had voor gewelddadige verkrachtingen in een andere staat. De rechter weigerde toevoeging hiervan als bewijsmateriaal, en Wuornos' zaak werd niet heropend.
Op 31 maart 1992 gaf Wuornos aan niet in beroep te gaan inzake de moord op Dick Humphreys, Troy Burress en David Spears. Ze zei: 'Ik wil het goedmaken met God.' Tijdens het proces werd ze geadopteerd door Arlene Pralle nadat Pralle een droom had gehad waarin haar was gezegd 'te zorgen' voor Wuornos. Volgens Pralle zei Jezus haar Aileen te schrijven en dat heeft ze gedaan. Wat Wuornos niet wist is dat Pralle geld aannam voor interviews, inclusief een met Nick Broomfield, die haar 10.000 dollar betaalde. Een deel van het geld ging naar Wuornos' vroegere advocaat, Steven Glazer, die Pralle huurde. Wuornos' verzoek aan het hooggerechtshof werd in 1996 afgewezen. De relatie tussen Wuornos en Pralle begon te rammelen; Wuornos begon te vermoeden dat Pralle er alleen was voor de publiciteit en het geld. Wuornos vertelde Broomfield in een interview dat Pralle en Glazer haar manieren vertelden zelfmoord te plegen in de gevangenis. Zij adviseerden haar ook geen strijd te leveren want Glazer, bekend voor Aileens rechtszaak als 'Dr.Legal', was te onervaren om een meervoudige moordzaak aan te kunnen. In haar verklaring wendde ze zich tot het hof en zei: 'Ik wil bekennen dat Richard Mallory mij gewelddadig verkracht heeft zoals ik heb verklaard. Maar dat deden de anderen niet. Ze begonnen er alleen mee'. 
In juni 1992 pleitte ze schuldig aan de moord op Charles Carskaddon en ontving ze haar vijfde doodstraf. In februari 1993 pleitte ze schuldig aan de moord op Walter Jeno Antonio en werd weer ter dood veroordeeld. De moord op Peter Siems werd haar niet ten laste gelegd omdat zijn lichaam nooit gevonden is. Al met al ontving ze zes keer de doodstraf.
Wuornos vertelde meerdere tegenstrijdige verhalen over deze moorden. Ze gaf toe zeven mannen te hebben vermoord onafhankelijk van elkaar. Ze beweerde in eerste instantie dat alle zeven haar verkracht hadden tijdens haar werk als prostituee. Later herriep ze zich op zelfverdediging. Tijdens een interview met Broomfield, wanneer ze denkt dat de camera's uitstaan, vertelt ze hem dat het in Mallory's geval echt zelfverdediging was, maar ze geen andere keus zag dan de doodstraf. Ze zei dat ze het nooit aan zou kunnen de rest van haar leven opgesloten te zitten. Wanneer Broomfield vraagt: 'Was het zelfverdediging?' antwoordt ze: 'Ja, net als een aantal andere, maar ik kan het niemand vertellen dus moest ik voor de doodstraf gaan.'

## Executie
Na haar eerste terdoodveroordeling zei Wuornos vaak dat ze wilde 'dat het allemaal maar over was.' In 2001 kondigde ze aan haar terdoodveroordeling niet aan te vechten. Ze smeekte de rechtbank in Florida haar rechtsteam te ontslaan en te stoppen met alle beroepen. Ze zei: 'Ik heb die mannen vermoord, beroofde hen zo koud als ijs. En ik zal het weer doen. Het schiet niet op mij in leven of zo te houden, want ik ga weer moorden. Er zit veel haat in me... ik word er zo ziek van om te horen 'Ze is gek'. Ik ben zo vaak geëvalueerd. Ik ben bekwaam, bij mijn volle verstand en ik probeer de waarheid te zeggen. Ik ben iemand die echt een hekel aan mensen heeft en ik zal weer gaan moorden.' Terwijl haar advocaten betoogden dat ze psychisch niet competent was besloot de psychiatrie anders, waarop haar verzoek werd gehonoreerd.
De gouverneur van Florida, Jeb Bush, instrueerde drie psychiaters Wuornos een vijftien minuten durend interview te geven. Alle drie achtten haar mentaal gezond  genoeg om de executie door te zetten. De test voor bekwaamheid eist dat de psychiaters overtuigd zijn dat de ter dood veroordeelde begrijpt dat hij of zij dood zal gaan, en ook begrijpt voor welke misdaad hij of zij geëxecuteerd wordt.
Wuornos begon later het gevangenispersoneel ervan te beschuldigen haar te misbruiken. Ze beschuldigde hen ervan haar eten te besmetten en erop te spugen, dat haar aardappels in de vuiligheid gekookt waren en dat haar eten bij haar aankwam met urine erin. Ze vertelde ook gesprekken te hebben gehoord over 'proberen mij zo gek te krijgen dat ik zelfmoord pleeg voor de executie, en ze wensen mij te verkrachten voor de executie'. Ze klaagde ook over het fouilleren, dat ze zo strak geboeid zat dat haar polsen er blauw van werden elke keer als ze haar cel verliet, tegen de deur trappen, regelmatige raamcontrole door de hoofdverpleegster, lage waterdruk, schimmel op haar matras in afkeer en pure haat tegen haar. Wuornos dreigde om douches en voedselkarren te boycotten wanneer bepaalde officieren aan het werk waren. Wuornos: 'In de tussentijd knort mijn maag enorm en neem ik douches in de wasbak van mijn cel.' 
Haar advocaat stelde: 'Ms Wuornos wil alleen maar een normale behandeling, een menselijke behandeling tot de dag dat ze wordt geëxecuteerd en als de aantijgingen niet waar blijken te zijn dan verkeert ze duidelijk in die waan. Ze gelooft wat ze schrijft.'
Tijdens de laatste fase van het proces gaf ze een serie interviews aan Broomfield. In haar laatste interview, vlak voor de executie, zei ze dat haar geest bestuurd werd door druk van geluidsgolven die haar gek deden voorkomen en dat ze door engelen zou worden meegenomen naar een ruimteschip. Toen Broomfield een poging waagde haar aan het praten te krijgen over haar eerdere beweringen dat ze haar slachtoffers in zelfverdediging heeft gedood, werd Wuornos des duivels, schold Broomfield uit en beëindigde het interview. Broomfield ontmoette later Dawn Botkins, een jeugdvriendin van Wuornos, die hem zei: 'Het spijt haar, Nick. Ze gaf jou niet de vinger. Ze gaf de media de vinger en de advocaten. Ze wist dat als ze meer zou zeggen, het een verschil in haar executie morgen zou kunnen maken, dus besloot ze niets te zeggen.'
Wat haar laatste maal was is onzeker. Sommige bronnen zeggen dat ze de maaltijd, wat alles had mogen zijn onder de 20 dollar, afsloeg en dat ze haar in plaats daarvan een kop koffie hebben gegeven. In Broomsfields interview wordt beweerd dat ze als laatste maaltijd gebakken kip en frietjes (french fries) van KFC heeft genomen.
Haar laatste woorden waren 'Ik wil alleen maar graag zeggen dat ik vaar met de Rock en ik zal terugkomen net als Independence Day samen met Jezus, op 6 juni, net als de film, een groot moederschip en alles. Ik kom terug'.

## Na haar dood
Na haar executie is Aileen Wuornos gecremeerd. Ze had gevraagd of het nummer van Natalie Merchant Carnival tijdens de uitvaart gespeeld kon worden. Dit, gecombineerd met de wetenschap dat Wuornos terwijl ze in de dodencel zat vele uren naar Merchants album Tigerlily had geluisterd, heeft Merchant doen besluiten toestemming te geven om Carnival te gebruiken tijdens de aftiteling van de documentaire Aileen: Life and Death of a Serial Killer. Wuornos' as is door Botkins uitgestrooid onder een boom in Michigan, waar Wuornos vandaan kwam. 
Wuornos is de tiende vrouw die in de Verenigde Staten is geëxecuteerd sinds de herinvoering van de doodstraf in 1976 en de tweede vrouw in Florida ooit.
Broomfield zei later:

Ik denk dat die woede zich in haar ontwikkelde. En ze werkte als een prostituee. Ik denk dat ze een hoop nare ontmoetingen onderweg heeft gehad. En ik denk dat die woede begon over te lopen tot ze uiteindelijk explodeerde. In ongelofelijk geweld. Dat was haar manier van overleven... Ik denk dat Aileen echt dacht dat ze uit zelfverdediging doodde. Ik denk dat iemand die diep psychotisch is niet echt het verschil ziet tussen een levensbedreiging en een kleine discussie: je kan zeggen als je iets zei waar ze het niet mee eens was begon ze te schreeuwen en brak uit in blinde woede. Ik denk dat dat de reden is waarom dit allemaal kon gebeuren. En tegelijkertijd, als ze niet in zo'n extreme bui was, was er een ongelofelijke menselijkheid in haar.

### Speelfilm
In 2003 werd de speelfilm Monster uitgebracht, waarin het verhaal van Aileen verteld wordt, met Charlize Theron in de rol van Aileen. Theron won voor deze rol onder andere een Oscar voor beste actrice.
In 2021 werd de speelfilm American Boogey Woman uitgebracht. Dit verhaal speelt zich af in de periode van het huwelijk met de commodore. 